# حسين سيد زاده
حسين سيد زاده(أذربيجان: حسين سيدزاد) (10 أكتوبر 1910، إيريفان - 2 يونيو 1979، باكو) كان مخرج أفلام أذربيجاني.

## الحياة والوظيفة
ولد حسين سيد زاده لعائلة من التجار من أصول آذريَّة في مدينة يريفان (التي كانت آنذاك جزءًا من الإمبراطورية الروسية، عاصمة أرمينيا الآن). هرب من المدينة مع عائلته في عام 1918 واستقر أولاً في تيفليس، ثم في باكو. في عام 1936، تخرج سيدزاده من معهد جيراسيموف للتصوير السينمائي في موسكو بعد أن تم تدريسه من قبل المخرجين السينمائيين السوفييت البارزين مثل سيرجي آيزنشتاين وميخائيل روم وليف كليدزانوف. عمل لاحقا في لينقيلم. أصدر سيدزاده أول فيلم له في عام 1943، مع ليلى في الدور القيادي. هذا الفيلم الدعائي بعنوان Ayna ينعكس على موضوعات الوطنية والبطولة وكان مخصصًا للحرب العالمية الثانية.
في عام 1956، أخرج سيد زاده واحدة من أشهر الأفلام السينمائية الناجحة في تاريخ صناعة الأفلام الأذربيجانية. فيلم O olmasin، bu olsun ("If Not This One، Then That One")، استناداً إلى الأوبريت عام 1910 من قبل عزير حجيبكوف والموجود في روسيا الإمبراطورية، انتقد التقاليد المتخلفة واحتفل بأنماط الحياة الحديثة الناشئة. تمت ترجمة الفيلم إلى العديد من اللغات وخلال السنوات الثلاث التالية تم عرضه في أكثر من 40 بلدًا.
في أذربيجان، يشتهر حسين سيد زاده بإنتاج أفلام شعبية مثل دالي كور («ذا ماد كورا»، 1969)، غينانا («حماة الأم»، 1978).. إلخ.

## روابط خارجية
- حسين سيد زاده على موقع IMDb (الإنجليزية)
- حسين سيد زاده على موقع كينوبويسك (الروسية)